# 旭日章 (警察章)

旭日章（日本の警察の徽章）

旭日章（きょくじつしょう）は、昇る朝日と陽射しをかたどった紋章。日本の警察のほか、多くの日本の国家機関の徽章として用いられる。日章、朝日影ともいう。家紋とする場合には旭光とも呼ばれている。

## 歴史
日本において、もともとは明治時代初めに陸軍の帽章として用いられた。のちに陸軍は五芒星を用い、旭日章は将校准士官の正装の帽章とされた。
警察の徽章としては、明治8年（1875年）に「円形万筋彫込（えんけいまんすじほりこみ）」と呼ばれる意匠が採用され、明治15年（1882年）には「日章」（陸軍憲兵の徽章と同じく六角形）が採用され、「朝日影」は「日章」の通称として使用されていた。この六角形の「日章」は、第二次世界大戦後に廃止され、昭和23年（1948年）に現在の五角形の「日章」が正章として採用された。警察官の服制に関する規則（昭和三十一年国家公安委員会規則第四号）等の法令には、「日章」と規定される。「東天に昇る、かげりのない、朝日の清らかな光」を意味するという。

## 種類
旭日章の光条外周は、警察、国会の衛視、刑務官などは五角形、旧陸軍の憲兵は六角形、旧郵政監察官は十角形など、機関により様々な形がある。ただ、警察では五角形のものを「略章」、八角形のものを「正章」としており、皇宮警察、警視庁、千葉県警察等には礼服用として八角形の帽章を付けた制帽があるほか、警察署長から授与される感謝状にも都道府県警察によっては八角形の旭日章が描かれていることも多い。また、同じ機関でも部署等により異なる意匠を用いることや、日章の中に文字を入れて区別するもの（入国警備官の「IA」、労働基準監督官の「労」、麻薬取締官、麻薬取締員の「麻」、郵政監察官の「Tマーク」と「監」の組み合わせ、警務官の「警」、警備会社など民間の企業や団体が行う防犯活動の「防」など）、旭日章に他のシンボルマークを配した意匠（警察予備隊の帽章は旭日章に鳩、海上保安庁の帽章は船舶用コンパス下に旭光を配したものである）もある。
警察の旭日章は五角形であることから、「桜の代紋」との俗称がある。
日本国外では、同様の図案は、アメリカ合衆国・麻薬取締局のバッジにもある。こちらも陽光になぞらえて「サンバースト（sunburst）」と呼ばれる。

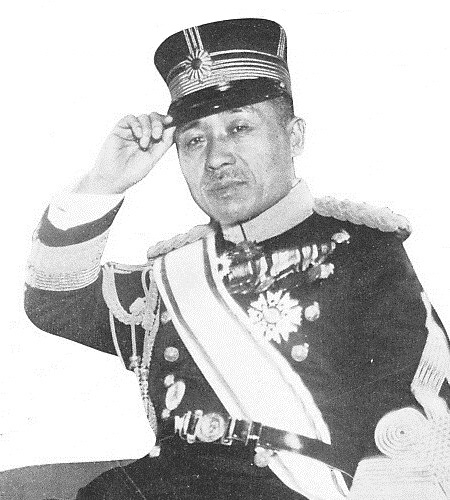
陸軍の礼装（旭日章の制帽）を着用した本庄繁陸軍中将。
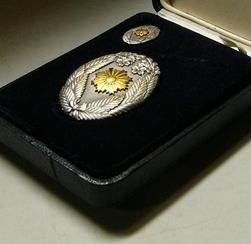
八角形の旭日章（警察功労章）。
警察予備隊と保安隊の紋章。警察を表す旭日章に平和の象徴である鳩があしらわれていた。

## 家紋

旭光（家紋）

旭光（きょっこう）は、家紋の日紋の一種。同じ類の「日足（ひあし）」と同じように、中央の「日（太陽）」とする丸の部分から光条を放射線状に出したものであるが、旭光では、大きな光条との間に小さな光条が入り、また、光条の端部は谷方向へ入り込むようにデザインされている。単に旭光という場合には光条外周が8角のものをいう。